# ریچارد اولنی
ریچارد اولنی (انگلیسی: Richard Olney; ۱۵ سپتامبر ۱۸۳۵ – ۸ آوریل ۱۹۱۷) سیاست‌مدار اهل ایالات متحده آمریکا بود.